# 小幡真子
小幡 真子（こばた まこ、1992年8月15日 - ）は、日本の元女子バレーボール選手。

## 来歴
熊本県上天草市出身。バレーボールをしていた実母の影響で、小学4年次からバレーボールを始めた。上天草市立大矢野中学校を卒業後、バレーボールの強豪校である九州文化学園高校に進学し、春高バレー、インターハイなどで活躍した。日本体育大学に進学し、4年次に主将を務めた。全日本インカレでは21年ぶりの優勝に大きく貢献し、自身もMVPとベストリベロ賞を受賞した。2015年1月にJTマーヴェラスの内定選手となり、同年11月のVチャレンジリーグ・フォレストリーヴズ熊本戦でVリーグデビューした。2016年5月の黒鷲旗大会で2連覇に貢献し、ベストリベロ賞を受賞した。
2017年3月、初めて全日本メンバーに登録され、同年のワールドグランプリでシニア国際大会デビューを果たす。同年8月に開催されたアジア選手権ではチーム10年ぶり優勝に大きく貢献し、自らもベストリベロに耀いた。
2017/18シーズンのVプレミアリーグでははほぼ一人でリベロを務め、チームの準優勝に貢献しベストリベロ賞を獲得した。
2018/19シーズンからチーム主将を務める。以降も活躍を続け、前述の2017/18シーズンから4シーズン連続でベストリベロ賞を獲得している。チームのV1連覇（2019-20、2020-21）にも貢献し、2020-21シーズンには最高殊勲選手賞(MVP)にも輝き、新鍋理沙が引退するまでに何度も獲得していたサーブレシーブ賞にも輝いた。
2021年6月30日、2020年東京オリンピックの出場メンバー12名に選出された。
2022年5月31日をもってJTマーヴェラスを退団し現役引退した。V.LEAGUE DIVISION1 WOMENにて5シーズン連続でベストリベロを、2シーズン連続でサーブレシーブ賞をそれぞれ受賞している時点での現役引退の決断であった。現役引退後は、JTのV1男子チームであるJTサンダーズ広島の運営担当に就任した。

## 人物・エピソード
- 目標とする選手はブラジル男子代表リベロのセルジオ・ドゥトラ・サントスであった[1]。
- 引退後の2022年12月に結婚を公表した[18][19]。

## 所属チーム
- 上天草市中南小学校
- 上天草市立大矢野中学校
- 九州文化学園高校
- 日本体育大学（2011-2015年）
- JTマーヴェラス（2015-2022年）

## 球歴
- 日本代表 （2017-2021年）
- 三大大会
  - オリンピック - 2020年東京
  - 世界選手権 - 2018年
  - ワールドカップ - 2019年
- その他大会
  - アジア選手権 - 2017年

## 受賞歴
- 2014年 全日本バレーボール大学男女選手権大会：MVP / ベストリベロ賞
- 2016年 第65回黒鷲旗全日本男女選抜バレーボール大会：ベストリベロ賞
- 2017年 アジア選手権：ベストリベロ賞
- 2018年 2017/18 Vプレミアリーグ：ベストリベロ賞
- 2019年 2018-19 V.LEAGUE Division1：ベストリベロ賞
- 2019年 モントルーバレーマスターズ：ベストリベロ賞
- 2020年 2019-20 V.LEAGUE DIVISION1：ベストリベロ賞
- 2021年 2020-21 V.LEAGUE DIVISION1：最高殊勲選手賞 / サーブレシーブ賞 / ベストリベロ賞
- 2022年 2021-22 V.LEAGUE DIVISION1 - サーブレシーブ賞 / ベストリベロ賞

## 個人成績
Vプレミアリーグレギュラーラウンドにおける個人成績は下記の通り。
| シーズン | 所属 | 出場                                 | 出場                                 | アタック                             | アタック                             | アタック                             | アタック                             | ブロック                             | ブロック                             | サーブ                               | サーブ                               | サーブ                               | サーブ                               | レセプション                         | レセプション                         | 総得点                               | 備考                                 |
| -------- | ---- | ------------------------------------ | ------------------------------------ | ------------------------------------ | ------------------------------------ | ------------------------------------ | ------------------------------------ | ------------------------------------ | ------------------------------------ | ------------------------------------ | ------------------------------------ | ------------------------------------ | ------------------------------------ | ------------------------------------ | ------------------------------------ | ------------------------------------ | ------------------------------------ |
| シーズン | 所属 | 試合                                 | セット                               | 打数                                 | 得点                                 | 決定率                               | 効果率                               | 決定                                 | /set                                 | 打数                                 | エース                               | 得点率                               | 効果率                               | 受数                                 | 成功率                               | 総得点                               | 備考                                 |
| 2015/16  | JT   | チャレンジリーグの為、記録を記載せず | チャレンジリーグの為、記録を記載せず | チャレンジリーグの為、記録を記載せず | チャレンジリーグの為、記録を記載せず | チャレンジリーグの為、記録を記載せず | チャレンジリーグの為、記録を記載せず | チャレンジリーグの為、記録を記載せず | チャレンジリーグの為、記録を記載せず | チャレンジリーグの為、記録を記載せず | チャレンジリーグの為、記録を記載せず | チャレンジリーグの為、記録を記載せず | チャレンジリーグの為、記録を記載せず | チャレンジリーグの為、記録を記載せず | チャレンジリーグの為、記録を記載せず | チャレンジリーグの為、記録を記載せず | チャレンジリーグの為、記録を記載せず |
| 2016/17  | JT   | 15                                   | 35                                   | 0                                    | 0                                    | 0.0%                                 | %                                    | 0                                    | 0.00                                 | 0                                    | 0                                    | %                                    | 0.0%                                 | 234                                  | 72.2%                                | 0                                    |                                      |
| 2017/18  | JT   | 21                                   | 84                                   | 0                                    | 0                                    | 0.0%                                 | %                                    | 0                                    | 0.00                                 | 0                                    | 0                                    | %                                    | 0.0%                                 | 482                                  | 62.2%                                | 0                                    |                                      |
| 2018/19  | JT   |                                      |                                      |                                      |                                      | %                                    | %                                    |                                      |                                      |                                      |                                      | %                                    | %                                    |                                      | %                                    |                                      |                                      |